# Opopaea batanguena
Opopaea batanguena är en spindelart som beskrevs av Alberto Barrion och James A. Litsinger 1995. Opopaea batanguena ingår i släktet Opopaea och familjen dansspindlar.
Artens utbredningsområde är Filippinerna. Inga underarter finns listade i Catalogue of Life.